# Majki-patak
A Majki-patak Oroszlánytól északkeletre ered, Komárom-Esztergom vármegyében. A patak forrásától kezdve északnyugati irányban halad, majd Oroszlánynál eléri az Oroszlány-Kecskédi-vízfolyást.
A Majki-patak vízgazdálkodási szempontból az Által-ér Vízgyűjtő-tervezési alegység működési területéhez tartozik.

## Part menti település
- Oroszlány